# Championnats d'Europe de patinage artistique 1968
Navigation
Édition précédente Édition suivante
Les championnats d'Europe de patinage artistique 1968 ont lieu du 23 au 27 janvier 1968 au Rocklundahallen de Västerås en Suède.
Pour la première fois, vingt couples artistiques participent aux championnats européens. 

## Qualifications
Les patineurs sont éligibles à l'épreuve s'ils représentent une nation européenne membre de l'Union internationale de patinage (International Skating Union en anglais). Les fédérations nationales sélectionnent leurs patineurs en fonction de leurs propres critères.
Sur la base des résultats des championnats d'Europe 1967, l'Union internationale de patinage autorise chaque pays à avoir de une à trois inscriptions par discipline. 

## Podiums
| Épreuves                            | Or                                  | Argent                           | Bronze                                    |
| ----------------------------------- | ----------------------------------- | -------------------------------- | ----------------------------------------- |
| Messieurs résultats détaillés       | Emmerich Danzer                     | Wolfgang Schwarz                 | Ondrej Nepela                             |
| Dames résultats détaillés           | Hana Mašková                        | Gabriele Seyfert                 | Beatrix Schuba                            |
| Couples résultats détaillés         | Ludmila Belousova / Oleg Protopopov | Tamara Moskvina / Alexeï Michine | Heidemarie Steiner / Heinz-Ulrich Walther |
| Danse sur glace résultats détaillés | Diane Towler / Bernard Ford         | Yvonne Suddick / Malcolm Cannon  | Janet Sawbridge / Jon Lane                |

## Tableau des médailles
| Rang  | Nation             | Or | Argent | Bronze | Total |
| ----- | ------------------ | -- | ------ | ------ | ----- |
| 1     | Autriche           | 1  | 1      | 1      | 3     |
| 1     | Royaume-Uni        | 1  | 1      | 1      | 3     |
| 3     | Union soviétique   | 1  | 1      | 0      | 2     |
| 4     | Tchécoslovaquie    | 1  | 0      | 1      | 2     |
| 5     | Allemagne de l'Est | 0  | 1      | 1      | 2     |
| Total | Total              | 4  | 4      | 4      | 12    |

## Détails des compétitions

### Messieurs
| Rang | Nom                     | Nation               | Places | Points | Fig. impo. | Prog. libre |
| ---- | ----------------------- | -------------------- | ------ | ------ | ---------- | ----------- |
| 1    | Emmerich Danzer         | Autriche             |        |        |            |             |
| 2    | Wolfgang Schwarz        | Autriche             |        |        |            |             |
| 3    | Ondrej Nepela           | Tchécoslovaquie      |        |        |            |             |
| 4    | Patrick Péra            | France               |        |        |            |             |
| 5    | Sergueï Tchetveroukhine | Union soviétique     |        |        |            |             |
| 6    | Peter Krick             | Allemagne de l'Ouest |        |        |            |             |
| 7    | Marian Filc             | Tchécoslovaquie      |        |        |            |             |
| 8    | Günter Zöller           | Allemagne de l'Est   |        |        |            |             |
| 9    | Philippe Pélissier      | France               |        |        |            |             |
| 10   | Vladimir Kurenbin       | Union soviétique     |        |        |            |             |
| 11   | Giordano Abbondati      | Italie               |        |        |            |             |
| 12   | Sergueï Volkov          | Union soviétique     |        |        |            |             |
| 13   | Michael Williams        | Royaume-Uni          |        |        |            |             |
| 14   | Jürgen Eberwein         | Allemagne de l'Ouest |        |        |            |             |
| 15   | Günter Anderl           | Autriche             |        |        |            |             |
| 16   | Jacques Mrozek          | France               |        |        |            |             |
| 17   | Zdzisław Pieńkowski     | Pologne              |        |        |            |             |
| 18   | Zoltán Horváth          | Hongrie              |        |        |            |             |
| 19   | Daniel Höner            | Suisse               |        |        |            |             |
| 20   | Thomas Callerud         | Suède                |        |        |            |             |
| 21   | Jan Hoffmann            | Allemagne de l'Est   |        |        |            |             |
| 22   | Arnoud Hendriks         | Pays-Bas             |        |        |            |             |
| 23   | Erik Skjold             | Norvège              |        |        |            |             |
| 24   | Arne Hoffman            | Danemark             |        |        |            |             |

### Dames
| Rang | Nom                   | Nation               | Places | Points | Fig. impo. | Prog. libre |
| ---- | --------------------- | -------------------- | ------ | ------ | ---------- | ----------- |
| 1    | Hana Mašková          | Tchécoslovaquie      |        |        |            |             |
| 2    | Gabriele Seyfert      | Allemagne de l'Est   |        |        |            |             |
| 3    | Beatrix Schuba        | Autriche             |        |        |            |             |
| 4    | Zsuzsa Almássy        | Hongrie              |        |        |            |             |
| 5    | Sally-Anne Stapleford | Royaume-Uni          |        |        |            |             |
| 6    | Elena Shcheglova      | Union soviétique     |        |        |            |             |
| 7    | Elisabeth Nestler     | Autriche             |        |        |            |             |
| 8    | Monika Feldmann       | Allemagne de l'Ouest |        |        |            |             |
| 9    | Patricia Dodd         | Royaume-Uni          |        |        |            |             |
| 10   | Petra Ruhrmann        | Allemagne de l'Ouest |        |        |            |             |
| 11   | Elisabeth Mikula      | Autriche             |        |        |            |             |
| 12   | Galina Grzhibovskaya  | Union soviétique     |        |        |            |             |
| 13   | Marie Víchová         | Italie               |        |        |            |             |
| 14   | Martina Clausner      | Allemagne de l'Est   |        |        |            |             |
| 15   | Charlotte Walter      | Suisse               |        |        |            |             |
| 16   | Frances Waghorn       | Royaume-Uni          |        |        |            |             |
| 17   | Sonja Morgenstern     | Allemagne de l'Est   |        |        |            |             |
| 18   | Rita Trapanese        | Italie               |        |        |            |             |
| 19   | Sylvaine Duban        | France               |        |        |            |             |
| 20   | Anneke Heydt          | Pays-Bas             |        |        |            |             |
| 21   | Elena Mois            | Roumanie             |        |        |            |             |
| 22   | Tone Merete Øien      | Norvège              |        |        |            |             |
| 23   | Eva Hermansson        | Suède                |        |        |            |             |
| 24   | Jette Vad             | Danemark             |        |        |            |             |
| 25   | Dunja Vujcic          | Yougoslavie          |        |        |            |             |

### Couples
| Rang | Nom                                       | Nation               | Places | Points | Prog. court | Prog. libre |
| ---- | ----------------------------------------- | -------------------- | ------ | ------ | ----------- | ----------- |
| 1    | Ludmila Belousova / Oleg Protopopov       | Union soviétique     |        |        |             |             |
| 2    | Tamara Moskvina / Alexeï Michine          | Union soviétique     |        |        |             |             |
| 3    | Heidemarie Steiner / Heinz-Ulrich Walther | Allemagne de l'Est   |        |        |             |             |
| 4    | Margot Glockshuber / Wolfgang Danne       | Allemagne de l'Ouest |        |        |             |             |
| 5    | Irina Rodnina / Alexeï Oulanov            | Union soviétique     |        |        |             |             |
| 6    | Gudrun Hauss / Walter Häfner              | Allemagne de l'Ouest |        |        |             |             |
| 7    | Irene Müller / Hans-Georg Dallmer         | Allemagne de l'Est   |        |        |             |             |
| 8    | Liana Drahova / Peter Bartosiewicz        | Tchécoslovaquie      |        |        |             |             |
| 9    | Marianne Streifler / Herbert Wiesinger    | Allemagne de l'Ouest |        |        |             |             |
| 10   | Brigitte Weise / Michael Brychy           | Allemagne de l'Est   |        |        |             |             |
| 11   | Bohunka Šrámková / Jan Šrámek             | Tchécoslovaquie      |        |        |             |             |
| 12   | Evelyne Schneider / Wilhelm Bietak        | Autriche             |        |        |             |             |
| 13   | Linda Bernard / Raymond Wilson            | Royaume-Uni          |        |        |             |             |
| 14   | Mona Szabo / Pierre Szabo                 | Suisse               |        |        |             |             |
| 15   | Janina Poremska / Piotr Sczypa            | Pologne              |        |        |             |             |
| 16   | Edith Sperl / Heinz Wirz                  | Suisse               |        |        |             |             |
| 17   | Barbka Senk / Mitja Sketa                 | Yougoslavie          |        |        |             |             |
| 18   | Fabienne Etlensperger / Jean-Roland Racle | France               |        |        |             |             |
| 19   | Grażyna Osmańska / Adam Brodecki          | Pologne              |        |        |             |             |
| 20   | Bjerke Magnussen / Erik Grunert           | Norvège              |        |        |             |             |

### Danse sur glace
| Rang | Nom                                     | Nation               | Places | Points | Danses imposées | Danse libre |
| ---- | --------------------------------------- | -------------------- | ------ | ------ | --------------- | ----------- |
| 1    | Diane Towler / Bernard Ford             | Royaume-Uni          |        |        |                 |             |
| 2    | Yvonne Suddick / Malcolm Cannon         | Royaume-Uni          |        |        |                 |             |
| 3    | Janet Sawbridge / Jon Lane              | Royaume-Uni          |        |        |                 |             |
| 4    | Irina Grishkova / Viktor Ryzhkin        | Union soviétique     |        |        |                 |             |
| 5    | Liudmila Pakhomova / Aleksandr Gorchkov | Union soviétique     |        |        |                 |             |
| 6    | Angelika Buck / Erich Buck              | Allemagne de l'Ouest |        |        |                 |             |
| 7    | Annerose Baier / Eberhard Rüger         | Allemagne de l'Ouest |        |        |                 |             |
| 8    | Edit Mató / Károly Csanádi              | Hongrie              |        |        |                 |             |
| 9    | Milena Tůmová / Josef Pešek             | Tchécoslovaquie      |        |        |                 |             |
| 10   | Dana Novotná / Jaromír Holan            | Tchécoslovaquie      |        |        |                 |             |
| 11   | Susanna Carpani / Sergei Pirelli        | Italie               |        |        |                 |             |
| 12   | Ilona Berecz / István Sugár             | Hongrie              |        |        |                 |             |
| 13   | Claude Couste / Jean-Pierre Noullet     | France               |        |        |                 |             |
| 14   | Pascale Aynes / Pascal Germe            | France               |        |        |                 |             |
| 15   | Steffi Bohme / Bernd Egert              | Allemagne de l'Est   |        |        |                 |             |
| 16   | Teresa Weyna / Piotr Bojańczyk          | Pologne              |        |        |                 |             |
| 17   | Edeltrud Rutty / Joachim Iglowstein     | Allemagne de l'Ouest |        |        |                 |             |